# Space Sciences Laboratory
Le Space Sciences Laboratory (SSL) est un laboratoire de recherche spatiale de l'Université Berkeley en Californie (États-Unis) qui emploie environ 400 personnes. Il a été créé en 1959 au tout début de l'ère spatiale en tant qu'unité multi-disciplinaire pour intégrer le nouveau champ d'investigation créé par la mise en œuvre d'engins spatiaux. 
Le laboratoire, en partie financé par les fonds de l'agence spatiale américaine, la NASA, a joué un rôle pionnier dans le développement de l'instrumentation scientifique embarquée sur les télescopes spatiaux, les sondes spatiales interplanétaires et plus généralement les satellites scientifiques. Le laboratoire est équipé pour concevoir et fabriquer la charge utile complète d'un satellite.
En 2013, des instruments du SSL sont en fonctionnement ou en développement pour une douzaine de satellites et sondes spatiales. Le laboratoire héberge généralement le centre de contrôle des instruments qu'il développe  :
- FUSE (Far Ultraviolet Spectroscopy Explorer), IMAGE (Imager for Magnetopause-to-Aurora Global Exploration), GALEX (Galaxy Evolution Explorer), et la mission MESSENGER qui étudie la planète Mercure;
- en orbite terrestre : l'instrument ISUAL (Imager for Sprites and Upper Atmospheric Lightning), les charges utiles des missions Polar, GEOTAIL et Cluster, THEMIS (Time History of Events and Macroscale Interactions during Substorms), l'instrument COS (Cosmic Origins Spectrograph) du télescope spatial Hubble, STEREO/IMPACT (Solar-TErrestrial RElations Observatory/In-situ Measurements of Particles and CME Transients)
- en orbite autour du Soleil : Ulysses, WIND et SoHO (Solar and Heliospheric Observatory)…
- En orbite autour de Mars : Mars Global Surveyor, MAVEN ,..

Le SSL a réalisé la charge utile complète des satellites scientifiques RHESSI (Ramaty High Energy Solar Spectroscopic Imager), Fast Auroral Snapshot Explorer (FAST), et CHIPS (Cosmic Hot Interstellar Plasma Spectrometer) et héberge leur centre de contrôle. Le SSL développe également des instruments lancés par ballon et est à l'origine du projet de calcul distribué SETI@home.